# Agrilus mucronatus
Agrilus mucronatus es una especie de insecto del género Agrilus, familia Buprestidae, orden Coleoptera.
Fue descrita científicamente por Klug, en 1825.